# Methow
Methow (kod Rossa poznati kao Battle-le-mule-emauch).- /Značenje imena nepoznato/ Maleno pleme Salishan Indijanaca stiješnjeni između Methow Columbia Indijanaca na jugu i Okanagana na sjeveru, država Washington. Methowi su uglavnom ignorirani kako od jezikoslovaca, tako i od etnografa, pa su ostali dosta nepoznati. Nešto zapisa o njima ostalo je od Alexandera Rossa, indijanskih agenata R. B. Van Valkenburgha i Samuela Rossa, i etnografa Jamesa Mooneya, James H.Teita i Verne F. Raya. Mooney ih locira u bazenu Methowa, jezera Chelan i rijeke Entiatook, i kaže da njihovo brojno stanje, uključujući bandu .tskowa'xtsEnuxiznosi 800 (1780). Jedna banda Methowa poznata pod imenom Chilowhist, zimovala je u području rijeke Okanogan, između Sand Pointa i Malotta. Godine 1907. broj Methowa iznosio je 324.
Methow Indijanci, po svoj prilici svoje porijeklo vuku s područja |Montane i |Idaha, odakle su u Washington pristigli u prastara vremena. Agrikulture nemaju pa su živjeli od ribolova i kopanja korijenja, što ih je prisiljavalo da tijekom godine lutaju u potrazi za sezonskim izvorima hrane.  U kasnom 19. stoljeću potisnuti su od bijelaca koji su htjeli njihovu zemlju, sa svojeg obitavališta, i naseljeni 1872. na rezervat Colvile, gdje danas njihovi potomci žive od uzgoja stoke, farmerskih poslova i sječe drva. Na rezervatu Colville danas žive u konfederaciji Confederated Tribes of the Colville Reservation, sačinjenu od 12 plemena u koju uz njih ulaze i Wenatchee, Nespelem, .tskowa'xtsEnux (Moses Columbia; pleme iz grupe Columbia ili Sikiuse), Colville, Okanogan, Palus, Sanpoil (San Poil), Entiat, Chelan, Nez Perce i Lake ili Senijextee

## Vanjske poveznice
- ‘Lost Homeland’ tells little-known history of Methow Tribe
- The Methow People, and their Lost Homeland
- American Indian culture